# Пирвели-Кициа
Пирвели-Кициа (груз. პირველი კიწია) — село в Грузии, на территории Мартвильского муниципалитета края (мхаре) Самегрело-Верхняя Сванетия.

## География
Село находится в западной части Грузии, на расстоянии приблизительно 10 километров (по прямой) к северо-западу от города Мартвили, административного центра муниципалитета. Абсолютная высота — 214 метров над уровнем моря.

## Население
По результатам официальной переписи населения 2014 года в Пирвели-Кициа проживало 177 человек (95 мужчин и 82 женщины). В национальной структуре населения грузины составляли 100 %.
| Год  | Население, человек |
| ---- | ------------------ |
| 2002 | 272                |
| 2014 | ↗ 177              |